# Malmgrenia curacaoensis
Malmgrenia curacaoensis är en ringmaskart som beskrevs av Augener 1927. Malmgrenia curacaoensis ingår i släktet Malmgrenia och familjen Polynoidae. Inga underarter finns listade i Catalogue of Life.